# Perillus circumcinctus
Espèce
Perillus circumcinctus est une espèce d'insectes hémiptères du sous-ordre des hétéroptères, une punaise de la famille des Pentatomidae.

## Synonymes
- Perillus circumcinctus Stål
- Perilloides circumcinctus (Stål)
- Perillus marginatus Provancher

## Cycle de vie
Cette espèce est univoltine en Amérique du Nord.

## Distribution
Elle est restreinte au nord-est de l'Amérique du Nord. Elle est présente au Canada, dans la province de Québec et aux États-Unis dans les états de New York, Ohio, Michigan et Illinois.

## Proie
Cette punaise est un prédateur spécialiste des larves de chrysomèle se nourrissant directement sur les feuilles.    
ColeopteraChrysomelidae
- Blepharida rhois  L. sur du sumac (Rhus aromatica syn. Rhus canadensis illinoensis.) dans l'État de Illinois [5]
- Leptinotarsa decemlineata au Canada et aux États-Unis lieu non spécifié [6] (Kirkaldy, 1909; Feytaud, 1937; Herting, 1973; Cox, 1996)
- Trirhabda boreali sur verge d'or (Solidago sp.) dans l'État de New York[3]
- Trirhabda canadensis (Herting, 1973)
- Trirhabda virgata sur verge d'or (olidago sp.) dans l'État de New York[3]

ColeopteraCoccinellidae
- Epilachna borealis aux États-Unis lieu non spécifié[6]
- Epilachna varivestis aux États-Unis lieu non spécifié[6]

HemipteraAphididae
- Aphis gossypii aux États-Unis lieu non spécifié[6]